# 윤동식 (격투기 선수)
윤동식 (尹東植, 1972년 8월 24일 ~ )은 유도 선수출신의 종합격투기 선수이다.

## 생애

### 유도 선수 시절
윤동식은 前 유도 국가대표 출신으로 1994년 히로시마 아시안 게임과 1997년 아시아 유도 선수권 대회에서 우승을 한 바가 있다.
.

### 종합 타격 전적
- 14전 7승 7패(0 KO)

| 경기일자         | 상대              | 결과 | 내용               | 대회                                             |
| ---------------- | ----------------- | ---- | ------------------ | ------------------------------------------------ |
| 2013년 3월 23일  | 정용환            | 승   | 1R 46초 암바       | Revolution 1 - The Return of Legend              |
| 2013년 2월 2일   | 료 타키가와       | 승   | 1R 1분 15초 펀치   | K-1 Korea Max 2013                               |
| 2009년 10월 25일 | 타렉 사피에딘     | 승   | 3R 판정            | Dream 12, Cage of the Rising Sun - Middle Weight |
| 2009년 7월 20일  | 제시 테일러       | 패   | 1R TKO (발목 부상) | Dream 10 - Welter Weight Grand Prix Final Round  |
| 2008년 9월 23일  | 앤드류스 나카하라 | 패   | 2R 30초 KO         | Dream 6 - Middle Weight Granprix Final Round     |
| 2008년 6월 15일  | 게가드 무사시     | 패   | 2R 판정            | Dream 4 - Middle Weight Granprix quarterfinals   |
| 2008년 4월 29일  | 오야마 슌고       | 승   | 2R 판정            | Dream 2 - Middle Weight Granprix Opening Rounds  |
| 2007년 10월 28일 | 파비오 실바       | 승   | 1R 6분 12초 암바   | K-1 olympia Hero's 2007 korea                    |
| 2007년 9월 17일  | 젤그 갈레시치     | 승   | 1R 1분 29초 암바   | K-1 Hero's Tournament Final                      |
| 2007년 6월 2일   | 멜빈 맨호프       | 승   | 2R 1분 17초 암바   | K-1 다이너마이트 USA 2007                        |
| 2006년 11월 5일  | 무릴로 부스타만테 | 패   | 2R 판정            | Pride - Bushido 13                               |
| 2006년 2월 26일  | 퀸튼 잭슨         | 패   | 3R 판정            | Pride 31 - Dreamers                              |
| 2005년 10월 23일 | 타키모토 마코토   | 패   | 3R 판정            | Pride 30 - Fully Loaded                          |
| 2005년 4월 23일  | 사쿠라바 카즈시   | 패   | 1R 38초 KO         | Pride - Total Elimination 2005                   |

### 정보
키 183cm에 체중은 87kg대이다. 주 베이스는 유도이다. 처음에 이종격투기를 Pride에서 데뷔했는데, 사쿠라바 카즈시, 타키모토 마코토 등에게 패배하면서 4연속 패배의 수렁에 빠지다가 멜빈 맨호프, 파비아 실바 등을 꺾으면서 다시 4연속 승리 행진을 하다가 올라운드 파이터 게가드 무사시에게 발목을 잡히고 말았다. 그의 소속팀은 팀 윤으로, 팀 윤에서 수장 역할을 하고 있다. 그가 승리행진을 하면서 그를 동바, 암바 대마왕으로 불리게 되었다.

## 수상 내역
- 1992 세계 청년 대회 챔피언십 - 銀
- 1992 이탈리아 오픈 - 金
- 1993 아시안 챔피언십 - 銅
- 1993 독일 오픈 - 金
- 1993 파리 오픈 - 銀
- 1993 오스트리아 오픈 - 金
- 1994 오스트리아 오픈 - 金
- 1994 파리 오픈 - 金
- 1994 굿 윌 게임즈 - 金
- 1994 히로시마 아시안게임 - 金
- 1995 파리 오픈 - 金
- 1996 독일 오픈 - 金
- 1998 영국 오픈 - 金
- 1999 이탈리아 오픈 - 金
- 2000 아시안 챔피언십 - 金
- 2001 동아시아 게임 - 金
- 2001 세계 챔피언십 - 銅

## 등장음악
- Prince - When Doves Cry

## 방송
- 2021년 JTBC 《뭉쳐야 쏜다》 - 고정출연
- 2021년 JTBC 《뭉쳐야 찬다 시즌2》 - 고정출연 (2021년 8월 9일 ~ 현재)
- 2022년 JTBC 《전설체전》 - 고정출연 (2022년 1월 11일 ~ 현재)

## 같이 보기
- 남자 종합격투가 일람
- 유도가 일람
- PRIDE 선수 일람
- HERO'S 선수 일람